# نپالگونج
نپالگونج (به لاتین: Nepalgunj) یک شهر در نپال است که در منطقه بری واقع شده‌است. نپالگونج ۸۵٫۹۴ کیلومتر مربع مساحت و ۷۳٬۷۷۹ نفر جمعیت دارد و ۱۵۰ متر بالاتر از سطح دریا واقع شده‌است.
این شهر در نزدیکی مرز کشور هند و ایالت اوتار پرادش قرار دارد.

## مردم
در سرشماری سال ۲۰۱۱ میلادی این شهر دارای ۷۳٬۷۷۹ نفر جمعیت بود که نسبت به سال ۲۰۰۱ بیست درصد رشد داشته‌است.
مردم بومی شهر به زبان نپالی صحبت می‌کنند و مردم دیگر نیز به زبان‌های ملی خود و زبان میانجی سخن می‌گویند. زبان مادری مردم محلی زبان اودهی است که هنوز در بین مردم رواج دارد و مورد فهم و گفتگو در تمامی بخش‌ها است.

## فرهنگ و دین
نپالگونج دارای ساکنین با فرهنگ‌ها و دین‌های مختلفی است که در کنار یکدیگر زندگی می‌کنند، هندوئیسم و اسلام از دین‌های اصلی این شهر محسوب می‌شود که هندو جمعیت بیشتری به خود اختصاص داده‌اند. از دیگر ادیان مورد پرستش در این شهر می‌توان به آیین بودایی، آیین سیک و مسیحیت اشاره کرد. مردم به سنتی در کنار یکدیگر بدون هیچ مشکلی زندگی می‌کنند.
با این حال درگیری اخیر در دسامبر سال ۲۰۰۶ بین مردم پاهاری و مردم مادشی رخ داد که مرتبط به جنبش دموکراسی ۲۰۰۶ در نپال بود که منجر به کشته شدن یک نفر و زخمی شدن ده‌ها نفر شده بود.

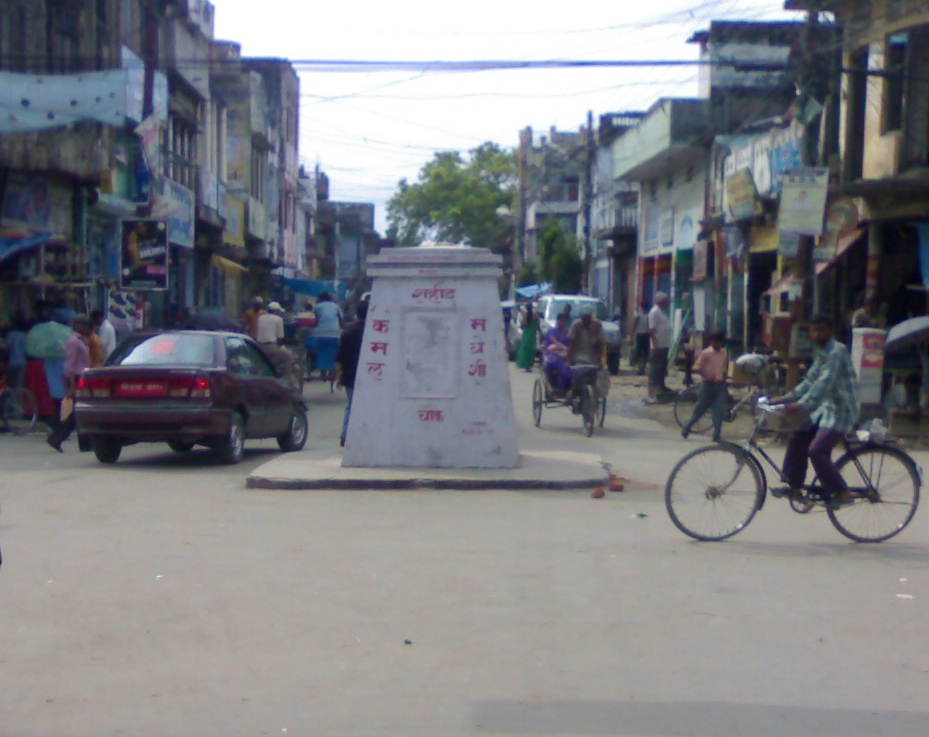
مجسمه آسیب دیده نپالگونج

## ترابری
فرودگاه نپالگونج در فاصله ۶ کیلومتری شمال این شهر قرار دارد که به‌افتخار پادشاه ماهندرا به نام فرودگاه ماهندرا نام‌گذاری شده اما در اما معمولاً از آن به عنوان فرودگاه رانجا یاد می‌شود، مقصدهای پروازی این فرودگاه به فرودگاه بین‌المللی تریبهوان، فرودگاه دولپا، فرودگاه جوملا و فرودگاه روکومکوت انجام می‌شود. بزرگراه ماهندرا بزرگترین بزرگراه کشور نپال از ده کیلومتری این شهر عبور می‌کند.
یک خط راه‌آهن هند به روستا روپایدیها در مرز کشور هند-نپال و در نزدیکی شهر نپالگونج می‌رسد که اتباع هند و نپال ممکن است بدون محدودیت از مرز عبور کنند. اما برای کالاها و اتباع کشورهای دیگر یک پاسگاه گمرکی وجود دارد.

## آب و هوا
آب و هوای نپالگونج آب و هوای نیمه گرمسیری دارد. دمل شهر گاهی اوقات از ماه آوریل تا ژوئن از ۴۰ درجه سانتیگراد (۱۰۴ درجه فارنهایت) فراتر می‌رود. فصل بارانی از ماه ژوئن تا سپتامبر ادامه دارد و هوا کمتر گرم است اما گاهی اوقات بسیار مرطوب است. زمستان‌ها معمولاً دلپذیر است، هوا گاهی اوقات مه‌آلود و پوشیده از ابر است یا سرد با دمای کمتر از ۱۰ درجه سانتیگراد (۴۱ درجه فارنهایت) بدون یخ زدگی می‌شود.
در ۱۶ ژوئن ۱۹۹۵ بالاترین درجه حرارت ثبت شده در نپالگونج ۴۵٫۰ درجه سانتیگراد (۱۱۳٫۰ درجه فارنهایت) بود، در حالی که کمترین درجه حرارت ثبت شده در ۹ ژانویه ۲۰۱۳ میلادی ۰٫۳– درجه سانتیگراد (۳۱٫۵ درجه فارنهایت) بود.
| داده‌های اقلیم نپالگونج ۱۱۴ متر (۱۹۸۱–۲۰۱۰)    | داده‌های اقلیم نپالگونج ۱۱۴ متر (۱۹۸۱–۲۰۱۰) | داده‌های اقلیم نپالگونج ۱۱۴ متر (۱۹۸۱–۲۰۱۰) | داده‌های اقلیم نپالگونج ۱۱۴ متر (۱۹۸۱–۲۰۱۰) | داده‌های اقلیم نپالگونج ۱۱۴ متر (۱۹۸۱–۲۰۱۰) | داده‌های اقلیم نپالگونج ۱۱۴ متر (۱۹۸۱–۲۰۱۰) | داده‌های اقلیم نپالگونج ۱۱۴ متر (۱۹۸۱–۲۰۱۰) | داده‌های اقلیم نپالگونج ۱۱۴ متر (۱۹۸۱–۲۰۱۰) | داده‌های اقلیم نپالگونج ۱۱۴ متر (۱۹۸۱–۲۰۱۰) | داده‌های اقلیم نپالگونج ۱۱۴ متر (۱۹۸۱–۲۰۱۰) | داده‌های اقلیم نپالگونج ۱۱۴ متر (۱۹۸۱–۲۰۱۰) | داده‌های اقلیم نپالگونج ۱۱۴ متر (۱۹۸۱–۲۰۱۰) | داده‌های اقلیم نپالگونج ۱۱۴ متر (۱۹۸۱–۲۰۱۰) | داده‌های اقلیم نپالگونج ۱۱۴ متر (۱۹۸۱–۲۰۱۰) |
| ماه                                           | ژانویه                                     | فوریه                                      | مارس                                       | آوریل                                      | مه                                         | ژوئن                                       | ژوئیه                                      | اوت                                        | سپتامبر                                    | اکتبر                                      | نوامبر                                     | دسامبر                                     | سال                                        |
| --------------------------------------------- | ------------------------------------------ | ------------------------------------------ | ------------------------------------------ | ------------------------------------------ | ------------------------------------------ | ------------------------------------------ | ------------------------------------------ | ------------------------------------------ | ------------------------------------------ | ------------------------------------------ | ------------------------------------------ | ------------------------------------------ | ------------------------------------------ |
| میانگین بیش‌ترین °C (°F)                       | ۲۰٫۹ (۷۰)                                  | ۲۵٫۲ (۷۷)                                  | ۳۰٫۹ (۸۸)                                  | ۳۶٫۵ (۹۸)                                  | ۳۷٫۴ (۹۹)                                  | ۳۶٫۵ (۹۸)                                  | ۳۳٫۳ (۹۲)                                  | ۳۳٫۰ (۹۱)                                  | ۳۲٫۵ (۹۱)                                  | ۳۱٫۵ (۸۹)                                  | ۲۸٫۰ (۸۲)                                  | ۲۳٫۴ (۷۴)                                  | ۳۰٫۸ (۸۷)                                  |
| میانگین روزانه °C (°F)                        | ۱۴٫۹ (۵۹)                                  | ۱۸٫۴ (۶۵)                                  | ۲۳٫۳ (۷۴)                                  | ۲۸٫۶ (۸۳)                                  | ۳۱٫۰ (۸۸)                                  | ۳۱٫۵ (۸۹)                                  | ۲۹٫۸ (۸۶)                                  | ۲۹٫۷ (۸۵)                                  | ۲۸٫۸ (۸۴)                                  | ۲۶٫۱ (۷۹)                                  | ۲۱٫۶ (۷۱)                                  | ۱۷٫۰ (۶۳)                                  | ۲۵٫۱ (۷۷)                                  |
| میانگین کم‌ترین °C (°F)                        | ۹٫۰ (۴۸)                                   | ۱۱٫۶ (۵۳)                                  | ۱۵٫۸ (۶۰)                                  | ۲۰٫۸ (۶۹)                                  | ۲۴٫۶ (۷۶)                                  | ۲۶٫۴ (۸۰)                                  | ۲۶٫۴ (۸۰)                                  | ۲۶٫۴ (۸۰)                                  | ۲۵٫۱ (۷۷)                                  | ۲۰٫۸ (۶۹)                                  | ۱۵٫۱ (۵۹)                                  | ۱۰٫۵ (۵۱)                                  | ۱۹٫۴ (۶۷)                                  |
| بارندگی میلی‌متر (اینچ)                        | ۲۲٫۸ (۰٫۹)                                 | ۲۴٫۳ (۰٫۹۶)                                | ۱۴٫۹ (۰٫۵۹)                                | ۱۶٫۳ (۰٫۶۴)                                | ۷۱٫۴ (۲٫۸۱)                                | ۱۹۹٫۴ (۷٫۸۵)                               | ۴۳۰٫۷ (۱۶٫۹۶)                              | ۳۵۳٫۸ (۱۳٫۹۳)                              | ۲۳۵٫۲ (۹٫۲۶)                               | ۵۸٫۳ (۲٫۳)                                 | ۵٫۱ (۰٫۲)                                  | ۱۱٫۷ (۰٫۴۶)                                | ۱٬۴۴۳٫۹ (۵۶٫۸۵)                            |
| منبع: Department Of Hydrology and Meteorology |                                            |                                            |                                            |                                            |                                            |                                            |                                            |                                            |                                            |                                            |                                            |                                            |                                            |